# Dumbo (film 2019)
Dumbo è un film del 2019 diretto da Tim Burton.
La pellicola, adattamento cinematografico della storia scritta da Helen Aberson ed illustrata da Harold Pearl, è il remake in live action del film d'animazione del 1941 Dumbo - L'elefante volante.

## Trama
Stati Uniti d'America, 1919. Holt Farrier, un ex star del circo Medici, ritorna dalla prima guerra mondiale per poter iniziare una nuova vita con i suoi figli Milly e Joe. Purtroppo, quando Holt ritorna a casa, ritrova la sua vita messa a soqquadro: rimasto vedovo, durante la guerra ha infatti perso un braccio e di conseguenza non potrà mai più fare le sue acrobazie da circo con i suoi cavalli. Max Medici, il direttore del circo, gli conferisce allora un altro incarico: occuparsi del nuovo animale del circo, un elefante indiano. Pochi giorni dopo, l'elefante dà alla luce un cucciolo, il quale nasce con delle orecchie troppo grandi. 
Quella sera stessa però si tiene un'esibizione del circo, e per evitare che il cucciolo venga deriso, Medici copre le sue orecchie. Quando il cucciolo cerca di prendere una piuma, la copertura salta e tutti gli spettatori lo deridono. La madre, presa dalla rabbia, cerca di difendere il suo cucciolo e attacca gli ospiti che scappano spaventati, finché l'elefante distrugge accidentalmente un tronco che reggeva il tendone. Rufus Sorghum, il frustatore del circo, muore nella tragedia. A causa di ciò, Medici intende restituire l'elefante al venditore, tenendo però il cucciolo per sé. Milly e Joe fanno visita al cucciolo, che decidono di chiamare Dumbo, nome affibbiatogli in precedenza dagli spettatori del circo a scopo derisorio, e scoprono che questi ha la capacità di volare grazie ad una piuma; decidono perciò di sfruttare il suo talento per aiutare il circo, ora in una situazione grave.
La sera successiva il circo dà un altro spettacolo nel Missouri e Dumbo fa la sua prima apparizione come elefante volante dopo essere rimasto incastrato su un palazzo in fiamme. La performance dell’elefantino provoca scalpore in tutto il Paese e comincia ad essere sulla bocca di tutti, tra cui quella di V. A. Vandevere, un potente imprenditore, e Colette Marchant, un'artista trapezista francese, che si recano da Medici e invitano lui e il suo circo a Dreamland, un parco costruito da Vandevere pieno di giostre e di divertimento. Medici e Vandevere, dopo essersi messi in società, cercheranno di rendere Dumbo una star.
Il giorno dopo, Vandevere organizza una grande esibizione del circo, in cui Colette volerà su Dumbo da un’altissima torre. Gli uomini di Vandevere però hanno ricevuto ordine di non mettere le reti sotto la torre e Colette fa ugualmente volare lei e Dumbo grazie alla piuma che Milly e Joe le hanno dato. Dumbo però fa quasi cadere Colette, che viene salvata da Holt, e scappa alla ricerca della madre di cui sente il richiamo: il piccolo elefante la trova in un'area del parco, l'Isola dell'Incubo. In seguito, Vandevere ordina ai suoi uomini di uccidere la madre di Dumbo, in modo che l'elefantino non si distragga più. Sotherby, il maggiordomo di Vandevere, deluso da questa crudeltà, tradisce l'imprenditore avvertendo del piano Holt, Colette e il resto del circo (che è stato licenziato da Vandevere).
Holt organizza così un piano di salvataggio: mentre Dumbo e Colette cercheranno di distrarre il pubblico, il circo entrerà sull'Isola dell'Incubo, riuscendo ad ingannare gli uomini di Vandevere e a salvare la madre di Dumbo. In seguito, Dumbo e Colette riescono a scappare con l'aiuto di Holt e a entrare nella piattaforma principale, e sabotano l'elettricità. Vandevere cerca di ripristinarla, ma accidentalmente provoca un incendio che distrugge tutta Dreamland. Nel frattempo, Colette e Dumbo raggiungono il resto del circo e la madre dell'elefantino, ma quando capisce che Holt e i suoi figli sono ancora rimasti a Dreamland che sta per esplodere, Dumbo li raggiunge e li salva.
Dumbo, stanco della vita nel circo, decide di salutare i suoi nuovi amici e si trasferisce insieme alla madre nella giungla. Medici rompe il suo accordo con Vandevere e dà inizio al circo della famiglia Medici, nuovamente con i suoi compagni, Colette, Holt e i suoi figli.

## Produzione

### Sviluppo
L'8 luglio 2014 la Walt Disney Pictures annuncia il remake in live action di Dumbo - L'elefante volante, insieme al nome dello sceneggiatore Ehren Kruger. Il 10 marzo 2015 Tim Burton viene annunciato come regista del film.
Il budget del film è stato di 170 milioni di dollari.

### Casting
Nel gennaio 2017, è stato annunciato che Will Smith era in trattative per interpretare il padre dei bambini che sviluppano un'amicizia con l'elefantino Dumbo, dopo averlo visto nel circo, ma, in seguito, rifiutò l'offerta a causa delle riprese del sequel del film Bad Boys II, ed altre ragioni. Anche a Bill Hader, Chris Pine e Casey Affleck venne offerto il ruolo, ma rifiutarono prima dell'ingaggio di Colin Farrell. Farrell, un fan di Tim Burton, scelse di lavorare al film perché l'idea di recitare in qualcosa così dolce e fantastico e di un altro mondo, mentre si è imprigionati in mondi in cui ci possiamo immedesimare, sotto la direzione di Burton, era qualcosa che aveva sempre voluto.
Nel marzo del 2017 Eva Green e Danny DeVito, collaboratori ricorrenti di Tim Burton, si uniscono al cast, rispettivamente nei ruoli di Colette Marchand, una trapezista, e Max Medici, il padrone del circo. Nonostante la sua paura per l'altezza, Eva Green si è allenata con la trapezista Katherine Arnold e con il coreografo Fran Jaynes, per prepararsi per il ruolo. Il mese successivo Michael Keaton si è unito al cast, ma anche Tom Hanks era in trattative per lo stesso ruolo. Nell'estate 2017 DeObia Oparei, Joseph Gatt e Alan Arkin si sono aggiunti al cast. DeVito ha detto "Io amo Tim e avrei dato qualsiasi cosa per apparire in un film con lui." Ha poi aggiunto che Burton è "sempre un artista, pensa sempre al suo mestiere, dipinge sempre con la sua mente" e si sentiva come "parte di una specie di palette, uno schema di colori", mentre girava il film.

### Riprese
Le riprese del film sono iniziate nel luglio 2017 nel Regno Unito, si sono svolte anche a Londra e sono terminate nel novembre dello stesso anno.

### Effetti visivi
Gli effetti visivi sono stati forniti da Moving Picture Company, Framestore e Rise FX, supervisionati da Patrick Ledda, Richard Hoover, Jonathan Weber e Richard Stammers, e prodotti da Hal Couzens con l'aiuto di Rising Sun Pictures e Rodeo FX.

## Promozione
Il primo trailer del film viene diffuso il 13 giugno 2018.

## Distribuzione

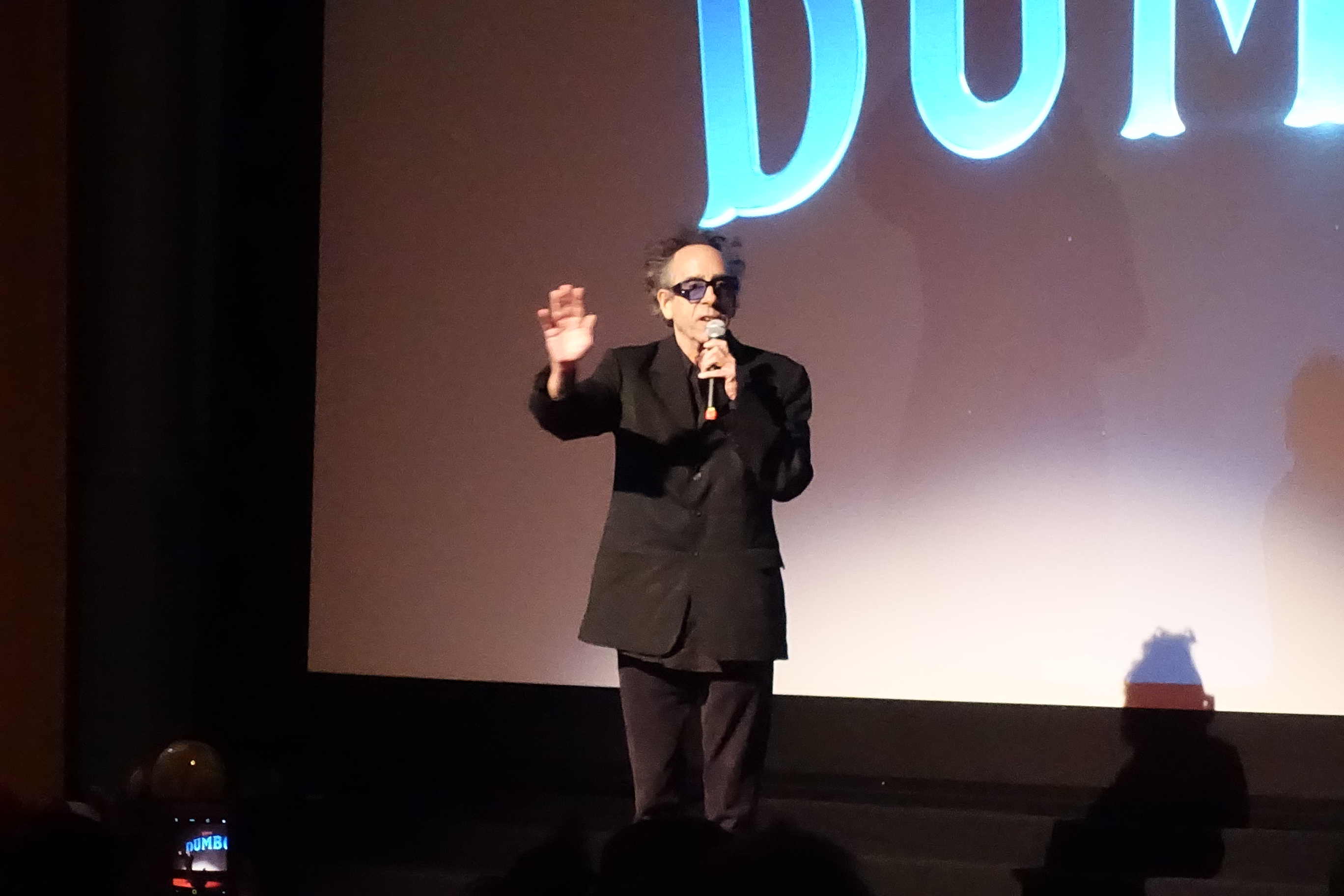
Il regista Tim Burton alla première del film

Il film è stato distribuito nelle sale cinematografiche italiane a partire dal 28 marzo 2019 ed in quelle statunitensi dal 29 marzo.

## Accoglienza

### Incassi
Il film ha incassato 114766307 $ in Nord America e 238518314 $ nel resto del mondo, per un totale di 353284621 $.

### Critica
Sull'aggregatore Rotten Tomatoes il film riceve il 46% delle recensioni professionali positive con un voto medio di 5,50 su 10 basato su 372 critiche, mentre su Metacritic ottiene un punteggio di 51 su 100 basato su 55 recensioni.

## Riconoscimenti
- 2019 - National Film & TV Awards[27]
  - Candidatura per il miglior film
- 2019 - Saturn Award[28]
  - Candidatura per il miglior film fantasy
  - Candidatura per la miglior scenografia a Rick Heinrichs
  - Candidatura per la miglior colonna sonora a Danny Elfman